# Pedro Ruiz González (político mexicano)
Pedro Ruiz González fue un político zacatecano, Gobernador Constitucional del Estado de Zacatecas en el período comprendido entre 1968 y 1974.

## Biografía
Nacido en Luis Moya, Zacatecas, el 25 de mayo de 1928, hijo de don Salvador Ruiz Barrios y de su esposa doña Guadalupe González de Ruiz. Sus estudios primarios los realizó en su tierra natal y los preparatorios y profesionales en la Escuela Particular de Agricultura, de los Hermanos Escobar, en Ciudad Juárez, Chihuahua, hasta recibir su título de Ingeniero Agrónomo.
Una vez titulado, empezó a trabajar, a partir de 1960, como agente general de agricultura y ganadería en el Estado de Zacatecas, durando en ese cargo hasta 1964. De 1964 a 1967, fue elegido diputado federal a la XLVI Legislatura Nacional y al terminar su gestión, figuró como candidato del PRI a la gubernatura de Zacatecas y habiendo resultado electo, desempeñó ese alto cargo en el período 1968-1974.
Contrajo nupcias con la señorita Ma. Guadalupe Berumen, procreando a Salvador en 1957, a Mauro en 1959, a José Alberto en 1960 a Carmen del Rosario en 1963 y a Gerardo en 1960, todos Ruiz Berumen.
Le tocó enfrentar una difícil situación personal y política, porque asumía el poder sucediendo a un gobernador que gozaba de una popularidad nunca antes vista y que se manifestó pocas horas después de la ceremonia protocolaria en el Teatro Calderón, y después de la comida en los jardines de la Residencia Oficial (hoy Museo Francisco Goitia) para agasajar al representante presidencial el Ing. Luis Enrique Bracamontes y a todas las fuerzas vivas del Estado.
El ingeniero José Rodríguez Elías asistió por su cuenta a la tradicional corrida de toros en la Plaza San Pedro (hoy el Hotel Quinta Real), y escogió un lugar en barrera de sol para darse un baño de pueblo en los primeros momentos en que se estrenaba como exgobernador, era el 16 de septiembre de 1968. Las reacciones y el comportamiento del público que “no dejaban ir al que se iba ni llegar al nuevo”, resultó una verdadera prueba de fuego para el ingeniero Pedro Ruiz González, que en la mañana a las 11 había Tomado Protesta como Gobernador de Zacatecas, para encabezar los esfuerzos de los zacatecanos.
No dejó de ser molesta y de mal gusto la situación pero fue un magnífico ejercicio de libertad de expresión y el sentido populachero que se quiso dar al evento, se ensombreció gracias al buen desempeño y gran demostración de arte de los maestros de la tauromaquia que consiguieron una gran faena todos y cada uno. A don José le gustaban esa clase de numeritos porque cuando él dejó la dirección del Banco Ejidal, también vino a refugiarse entre su gente al comienzo del sexenio de Luis Echeverría Álvarez y asistió sin ser requerido, a un baile celebrado en el sindicato del Seguro Social para agasajar al subsecretario del mejoramiento del ambiente, Francisco Vizcaíno Murray, en un momento dado y con la euforia hasta mero arriba, comenzó con la complicidad de algunos de los asistentes a anudar los manteles para hacer una larga reata de tela, con la que se pusieron a jugar a la víbora de la mar y echándose entre todos agua de la fuente que estaba en el centro.
Estas intromisiones del antecesor sobre todo esta del baile, requirieron hacer trabajo político de definición: no se podía expulsar del Estado al exgobernador, la ley lo protege; pero era necesario que todos los nostálgicos fijaran su postura política con el nuevo Gobierno y fue así como todos los presidentes municipales y líderes de las fuerzas vivas de todo el territorio estatal, legisladores federales y estatales, figuras políticas zacatecanas a nivel nacional, organizaron una comida en donde todos los discursos tocaban el tema y le mandaban un mensaje al exgobernador y manifestaban su absoluto y completo apoyo al ingeniero Pedro Ruiz González y a su Gobierno.
El mismo dijo en su discurso: “que gobernaba una tierra con potencialidad humana asombrosa, juzgada a la luz reveladora de la conducta de sus mejores hijos que a lo largo de la historia han dejado incontables testimonios de la presencia heroica y creadora de su pueblo. Zacatecas es tierra de patriotas, intelectuales, artistas, soldados y tiene magníficos ejemplos para guiar y alentar la obra de las nuevas generaciones”.